# Puerto Maldonado
Puerto Maldonado é uma cidade do Peru, capital do departamento Madre de Dios e da província de Tambopata. Tem cerca de 38 mil habitantes. Do Brasil, existe acesso à cidade por estradas via Acre.